# Pierwomrówka krasnolica
Pierwomrówka krasnolica (Formica rufibarbis) – gatunek mrówki z podrodziny Formicinae.
Pierwomrówka krasnolica jest terytorialnym gatunkiem o ubarwieniu podobnym do mrówki rudnicy: odwłok ciemny, tułów czerwony. Robotnice mają wielkość od 5 do 8 mm. Królowa 8–10 mm. 
Jest mrówką termofilną budującą gniazda w miejscach dobrze nasłonecznionych wykopanych w ziemi lub pod kamieniem. W gnieździe może znajdować się kilkaset robotnic i jedna królowa. 
Loty godowe odbywa pod koniec czerwca i w lipcu.
Gatunek eurosyberyjski, w Polsce lokalny.

## Podgatunki
U pierwomrówki krasnolicej wyodrębniono 4 podgatunki:
- Formica r. clarorufibarbis Wheeler & Mann, 1916
- Formica r. kashmirica Staercke, 1935
- Formica r. rufibarbis Fabricius, 1793
- Formica r. subpilosorufibarbis Ruzsky, 1905

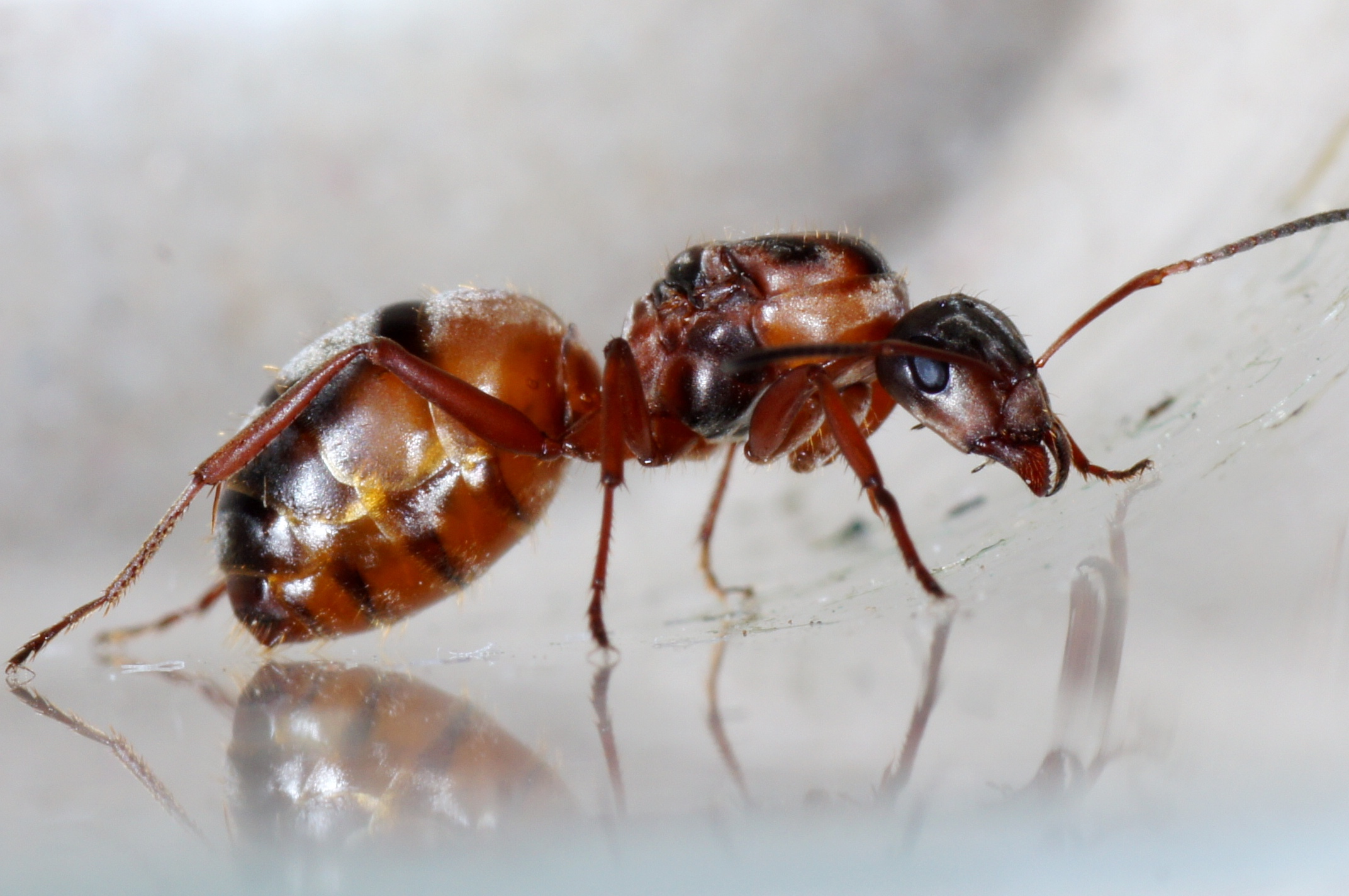
Królowa